# مانويل هارو
مانويل هارو (بالإسبانية: Manuel Haro)‏ هو لاعب كرة قدم ومدرب كرة قدم إسباني، ولد في 17 أبريل 1931 في إشبيلية في إسبانيا، وتوفي في 19 أكتوبر 2013 في مدينة جيان في إسبانيا. لعب مع ريال بلد الوليد وريال جيان وريال مايوركا ونادي إشبيلية ونادي غرناطة ونادي قادش ونادي ليفانتي.

## وصلات خارجية
- مانويل هارو على موقع قاعدة بيانات كرة القدم.إي يو (الإنجليزية)